# 陳太源
陳太源，香港及新加坡導演，前亞洲電視劇集監製。
1977年畢業於麗的電視藝員訓練班，曾在不少劇集中客串。1981年後轉為幕後製作人員擔任劇集助理編導，1982年麗的易名亞洲電視後繼續於電視台服務曾擔任製作統籌及升任編導。
1986－1989年曾轉投無綫電視任職編導，1989年重返亞洲電視任職編導，1991－1993年擔任劇集監製。
1993年再次離開亞洲電視受聘於新加坡電視台任職監製並移民新加坡定居。
2010-2011年，在越南HTV2任總製作顧問、監製、導演。
2011年後，陳太源主力在中國大陸發展。

## 外部連結
- 陳太源的導演作品 （页面存档备份，存于）